# Чжэн Хэ
Чжэн Хэ (кит. трад. 鄭和, упр. 郑和, пиньинь Zhèng Hé; 1371—1435) — адмирал империи Мин, путешественник, флотоводец и дипломат, хуэйцзу по происхождению. Он организовал и возглавил семь крупномасштабных морских военно-торговых экспедиций, посланных императорами Мин в страны Индокитая, Индостана, Аравийского полуострова и Восточной Африки. Есть версии, что экспедиции, организованные им, даже достигали берегов Америки и Австралии.
Хотя частные китайские купеческие суда курсировали между Южным Китаем и Юго-Восточной Азией практически непрестанно со времён империи Сун, а при монгольской империи Юань совершались и военно-дипломатические экспедиции в страны Юго-Восточной Азии и даже на Шри-Ланку, как масштабы экспедиций Чжэн Хэ, так и высокое значение, придаваемое им императором Чжу Ди, были беспрецедентными. Эти экспедиции, хотя бы формально и на короткий срок (несколько десятилетий), сделали многочисленные царства Малайского полуострова, Индонезии, Шри-Ланки и Южной Индии вассалами Минской империи и принесли в Китай новые сведения о народах, населяющих берега Индийского океана. Полагают, что на историческое развитие Малайского полуострова, Суматры и Явы влияние экспедиций китайского флота оказалось более долговременным, так как они могли быть среди факторов, давших новый толчок к эмиграции китайцев в этот регион и усилению там роли китайской культуры.
Даже во времена главного покровителя Чжэн Хэ, императора Чжу Ди, экспедиции Чжэн Хэ подвергались суровой критике со стороны многих представителей конфуцианской элиты Китая, считавших их ненужными и дорогостоящими императорскими затеями. После смерти Чжэн Хэ и императора Чжу Чжаньцзи (внука Чжу Ди) эти изоляционистские взгляды возобладали на всех уровнях в правительстве минского Китая. В результате государственные морские экспедиции были прекращены, и большинство технической информации о флоте Чжэн Хэ было уничтожено или утрачено. Официальная «История Мин», скомпилированная в XVII—XVIII веках, отзывалась о его плаваниях в критическом ключе, но для многих людей в Китае, и особенно в сформировавшихся в Юго-Восточной Азии китайских общинах, евнух-флотоводец оставался народным героем.
В начале XX века, в период подъёма движения за освобождение Китая от иностранной зависимости, образ Чжэн Хэ обрёл новую популярность. В современной КНР Чжэн Хэ рассматривается как одна из выдающихся личностей в истории страны, а его плавания (обычно рассматриваемые как образец мирной политики Китая по отношению к своим соседям) противопоставляются захватническим экспедициям европейских колонизаторов XVI—XIX веков.

## Биография

### Происхождение

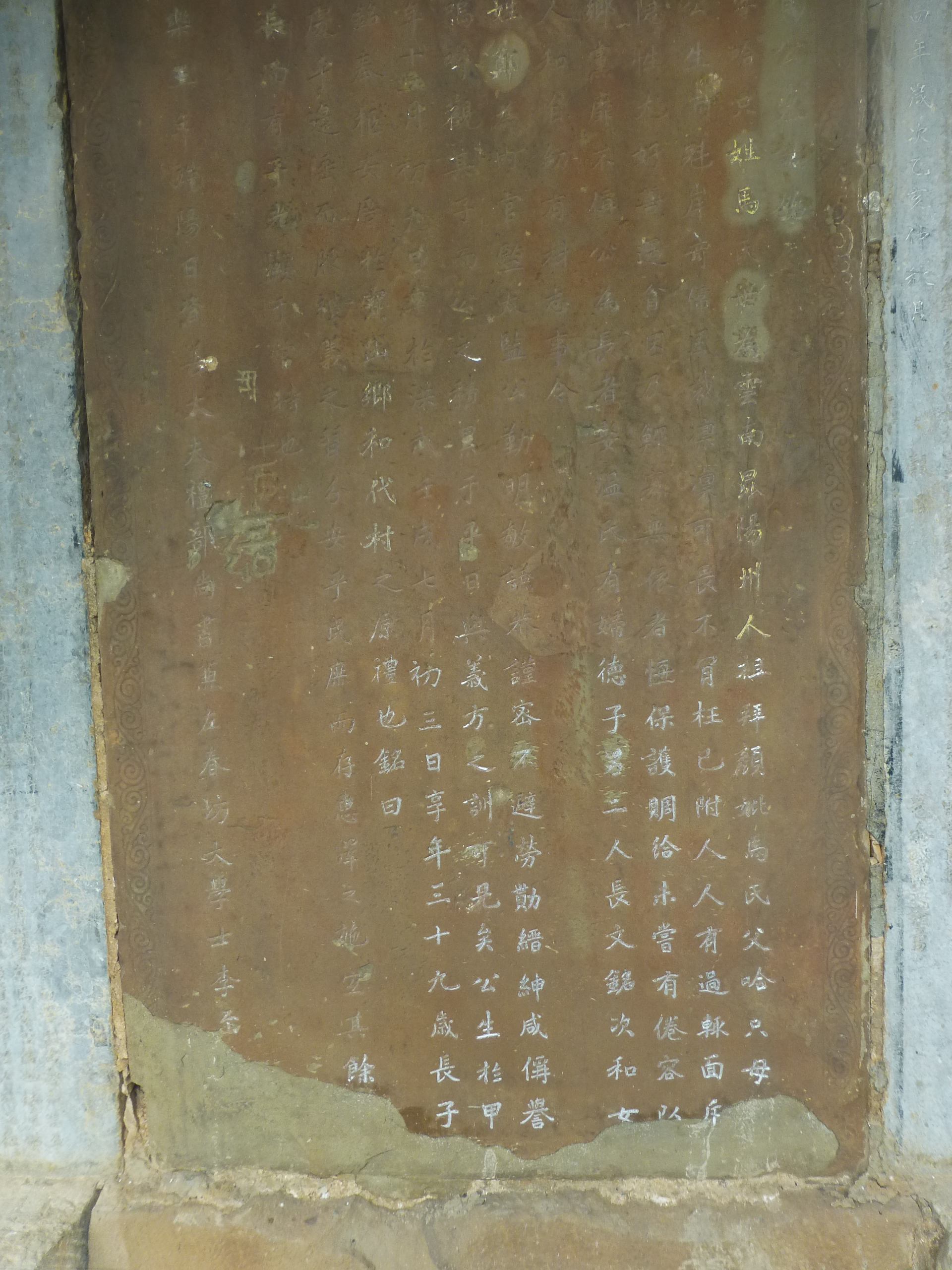
Стела, воздвигнутая Чжэн Хэ в честь своего отца Ма Хачжи

При рождении будущий мореплаватель получил имя Ма Хэ (馬 和). Он родился в деревне Хэдай, Куньянской области. Область Куньян была расположена в центральной Юньнани, у южного берега озера Дяньчи, близ северного конца которого находится провинциальная столица Куньмин.
Семья Ма происходила из так называемых сэму — выходцев из Средней Азии, прибывших в Китай во времена монгольского владычества и занимавших разнообразные должности в государственном аппарате империи Юань. Большинство сэму, включая предков Чжэн Хэ, были мусульманского вероисповедания (часто считается, что и сама фамилия «Ma» есть не что иное, как китайское произношение имени «Мухаммед»). После падения власти монголов и провозглашения образования империи Мин их потомки ассимилировались в китайскую среду, главным образом, в ряды китаеязычных мусульман — хуэйцзу.
О родителях Ма Хэ известно не так уж много; почти всё, что мы знаем о них, восходит к стеле, установленной в их честь на их родине в 1405 году по указанию самого адмирала. Отец будущего мореплавателя был известен как Ма Хаджи (1345—1381 или 1382), в честь совершённого им паломничества в Мекку; его супруга носила фамилию Вэнь (温). В семье было шестеро детей: четыре дочери и два сына — старший, Ма Вэньмин, и младший, Ма Хэ.
Доподлинно неизвестно, каким путём предки Чжэн Хэ пришли в Китай. Согласно семейному преданию, отец Ма Хаджи (то есть дед будущего адмирала), тоже известный как Ма Хаджи, был внуком Саида Аджал ал-Дин Омара, выходца из Бухары (в современном Узбекистане), — одного из военачальников Хубилай-хана, который сумел покорить провинцию Юньнань и стать её правителем. Полной уверенности в том нет, но вероятно, что предки Ма действительно попали в Юньнань вместе с монголами.
Чжэн Хэ, так же как его предки, исповедовал ислам и, по некоторым предположениям, выступал ходатаем за своих братьев по вере, при том, что в начале существования империи Мин к мусульманам относились с подозрением. Причиной тому было, что при империи Юань многие из сэму занимали посты сборщиков налогов. Однако Чжэн Хэ, при всей своей приверженности исламу, уважительно относился к иным религиям, как то буддизму (имел даже буддийское прозвище Три Драгоценности — Саньбао) и даосизму, являющимся в Китае одними из основных, и при необходимости с готовностью принимал участие в соответствующих ритуалах. Предполагается также, что его приверженность исламу сыграла не последнюю роль в решении назначить его адмиралом «Золотого Флота», который среди прочего должен был посетить Аравию и Африку, места, в которых ислам был одной из господствующих религий.

### Поступление на службу к Чжу Ди и военная карьера
После свержения монгольского ига в центральном и северном Китае и установления там Чжу Юаньчжаном империи Мин (1368) горная провинция Юньнань на юго-западной окраине Китая ещё несколько лет оставалась под контролем монголов. Неизвестно, воевал ли Ма Хаджи на стороне юаньских лоялистов во время завоевания Юньнани минскими войсками, но как бы то ни было, он погиб во время этой кампании (1382), а его младший сын Ма Хэ был взят в плен и попал в услужение Чжу Ди, сыну императора Чжу Юаньчжана, руководившему юньнаньской кампанией.
Мальчика кастрировали, и он стал одним из многочисленных евнухов при дворе Чжу Ди, который носил титул Великого Князя Яньского (Yan Wang) и базировался в Бэйпине (будущем Пекине). Юный евнух получил имя Ма Саньбао (馬三寶/马三宝) то есть Ма «Три Сокровища» или «Три Драгоценности». Согласно Нидэму, несмотря на несомненно мусульманское происхождение евнуха, этот его титул служил напоминанием о «трёх драгоценностях» Буддизма (Будда, дхарма и сангха), чьи имена столь часто повторяют буддисты.
Полагают, что, находясь при дворе великого князя, Ма Саньбао смог получить лучшее образование, чем он смог бы достичь, если бы вместо Бэйпина он попал в Нанкин, ко двору самого императора Чжу Юаньчжана, питавшего сильное недоверие к евнухам и стремившегося, если и не вовсе запретить учить их грамоте, то хотя бы по возможности ограничить число грамотных евнухов.
Как Великий князь Яньский, Чжу Ди имел в своём распоряжении значительные военные силы и вёл борьбу с монголами на северной границе империи. Ма Саньбао участвовал в его зимней кампании 1386/87 гг. против одного из монгольских вождей, Нагачу (Naghachu).
Первый минский император Чжу Юаньчжан намечал передать престол своему первородному сыну Чжу Бяо, но тот умер ещё при жизни Чжу Юаньчжана. В результате первый император назначил своим наследником сына Чжу Бяо, Чжу Юньвэня, хотя его дядя Чжу Ди (один из младших сыновей Чжу Юаньчжана) наверняка считал себя более достойным престола. Взойдя на престол в 1398 (девиз правления Цзяньвэнь), Чжу Юньвэнь, опасавшийся захвата власти одним из своих дядьёв, начал уничтожать их одного за другим. Вскоре между молодым императором в Нанкине и его пекинским дядей Чжу Ди разгорелась гражданская война. Ввиду того, что Чжу Юньвэнь запрещал евнухам принимать участие в управлении страной, многие из них во время восстания поддержали Чжу Ди. В награду за службу Чжу Ди со своей стороны позволил им участвовать в решении политических вопросов, причём позволил им подниматься до высших ступеней политической карьеры, что также было весьма выгодно и для Ма Саньбао. Молодой евнух отличился как при обороне Бэйпина в 1399 году, так и при взятии Нанкина в 1402 году и был одним из командиров, которым было поручено захватить столицу империи — Нанкин. Уничтожив режим своего племянника, Чжу Ди 17 июля 1402 года взошёл на трон под девизом правления Юнлэ.
На (китайский) новый 1404 год новый император в награду за верную службу пожаловал Ма Хэ новую фамилию Чжэн. Это служило напоминанием о том, как в первые дни восстания лошадь Ма Хэ была убита в окрестностях Бэйпина в местечке называемом Чжэнлуньба.
Согласно некоторым источникам, в 1404 году Чжэн Хэ руководил постройкой флота для борьбы с так называемыми «японскими пиратами» и, возможно, даже посещал Японию для переговоров с местными властями о совместной борьбе против пиратов.

### Семь морских путешествий Чжэн Хэ

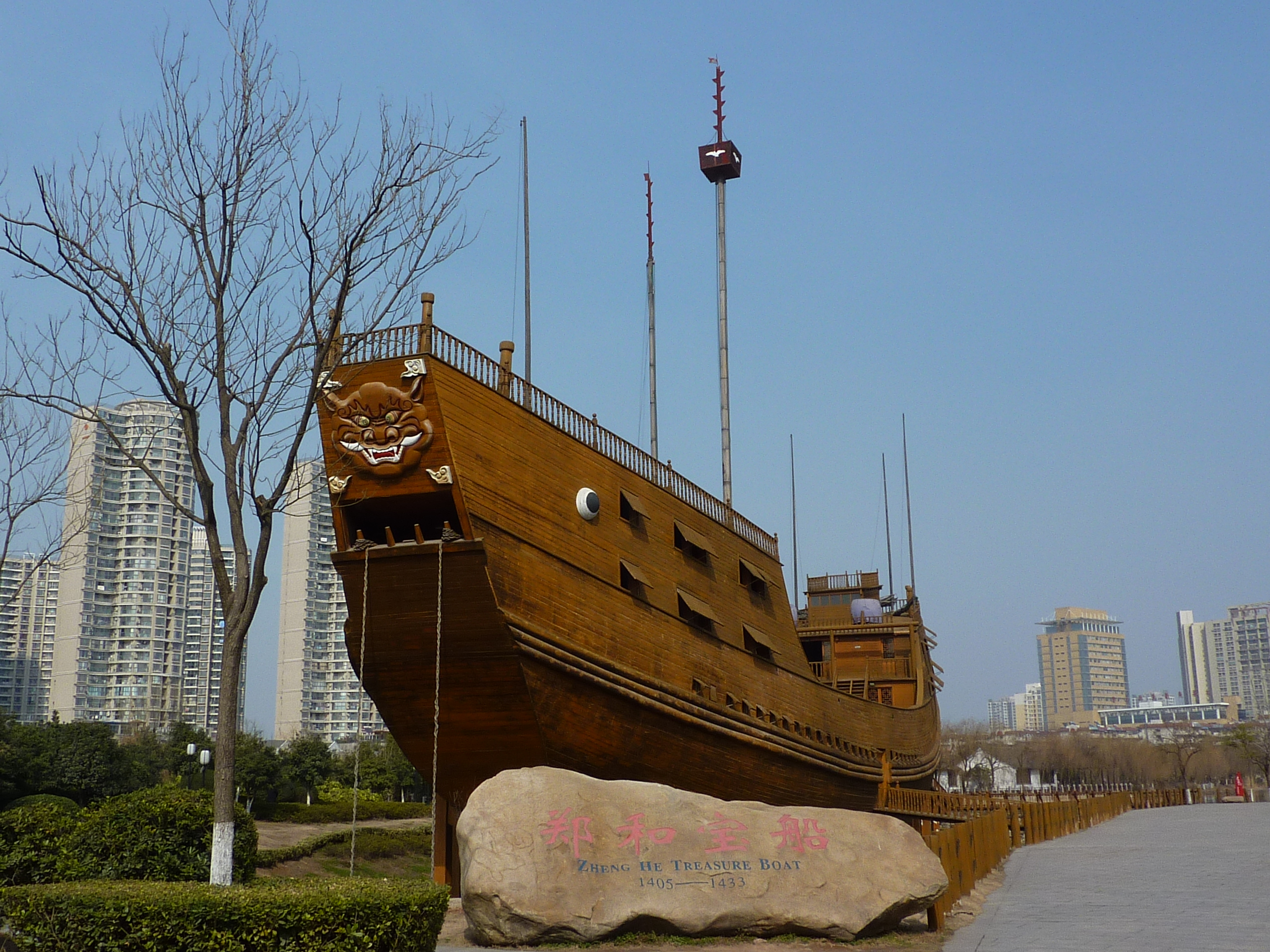
Модель «корабля-сокровищницы» в Парке судоверфи кораблей-сокровищниц в Нанкине

После того как Чжэн Хэ за все его заслуги перед императором был присвоен титул «главного евнуха» (тайцзянь), что соответствовало четвёртому рангу чиновника, император Чжу Ди решил, что тот лучше остальных подходит на роль адмирала флота и назначил евнуха руководителем всех или почти всех семи плаваний в Юго-Восточную Азию и Индийский океан в 1405—1433 годах, попутно повысив его статус до третьего ранга. Флот состоял, видимо, из около 250 судов, и нёс около 27 тысяч человек личного состава на борту, во главе с 70-ю императорскими евнухами. Самые крупные из судов этого флота могли быть — если верить официальной «Истории Мин» — крупнейшими когда-либо существовавшими деревянными парусными судами.
Флотилия под руководством Чжэн Хэ посетила свыше 56 стран и крупных городов Юго-Восточной Азии и бассейна Индийского океана. Китайские корабли доходили до берегов Аравии и Восточной Африки. Первое плавание Чжэн Хэ состоялось в 1405—1407 годах по маршруту Сучжоу — берега Тямпы — остров Ява — Северо-Западная Суматра — Малаккский пролив — остров Шри-Ланка. Затем, обогнув южную оконечность Индостана, флотилия двинулась к торговым городам Малабарского побережья Индии, добравшись до самого крупного индийского порта — Каликута (Кожикоде). Примерно такими же были маршруты второго (1407—1409) и третьего (1409—1411) походов. Четвёртая (1413—1415), пятая (1417—1419), шестая (1421—1422) и седьмая (1431—1433) экспедиции доходили до Ормуза и африканского берега в районе современного Сомали, заходили в Красное море. Мореплаватели вели подробные и точные записи увиденного, составляли карты. В них регистрировалось время отплытия, места стоянок, помечалось расположение рифов и мелей. Были составлены описания заморских государств и городов, политических порядков, климата, местных обычаев, легенд. Чжэн Хэ доставлял в зарубежные страны послания императора, поощрял прибытие в Китай иностранных посольств, вёл торговлю.

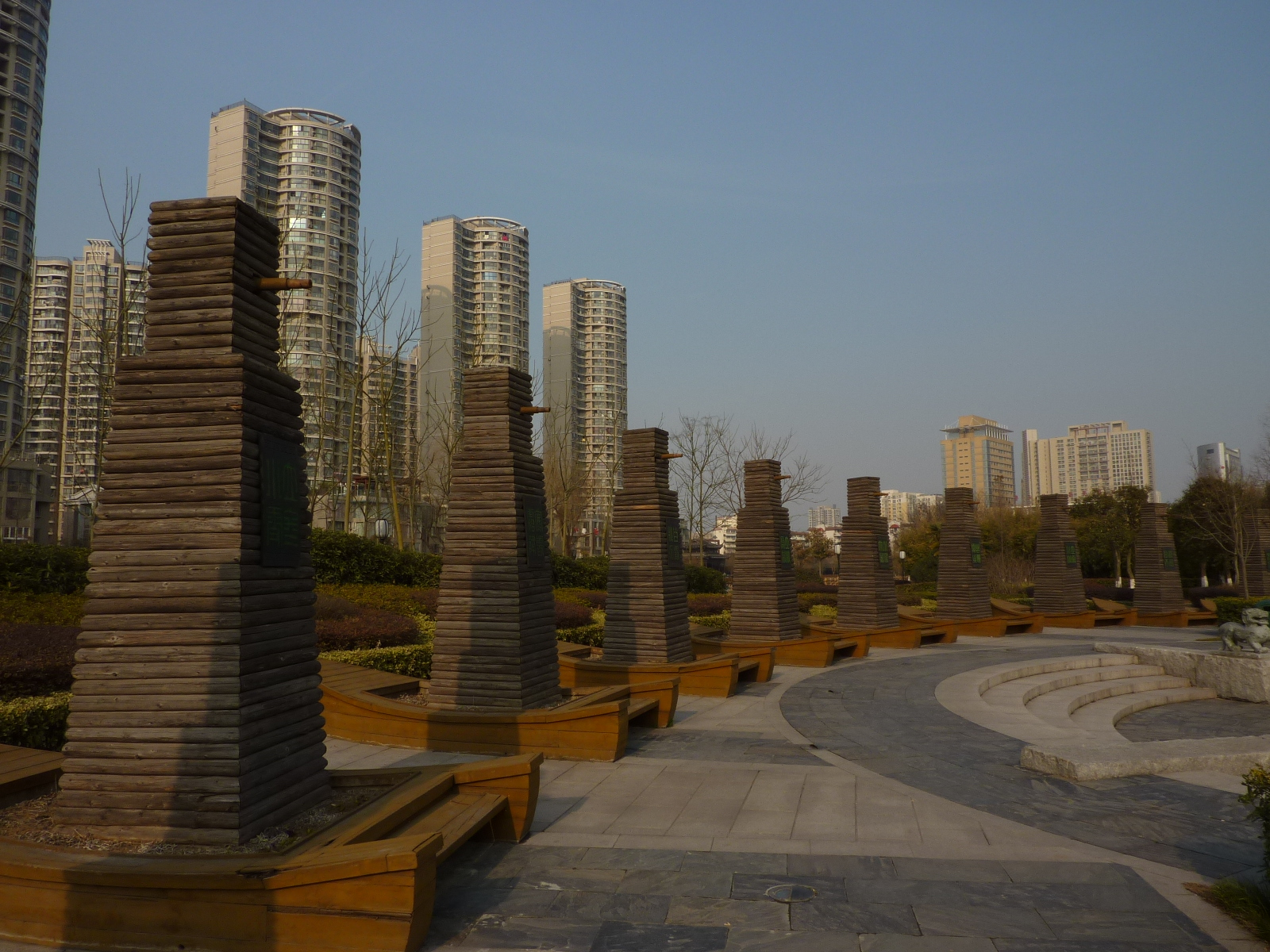
«12 судовых рулей», скульптурная группа в Парке судоверфи кораблей-сокровищниц в Нанкине — один из многочисленных монументов, увековечивающих память о плаваниях Чжэн Хэ

Для достижения своих целей он прибегал и к вооружённой силе.
Так, например, в 1405 году во время первой экспедиции Чжэн Хэ потребовал передачи китайскому императору священных буддийских реликвий Ланки — зуба, волоса и чаши для подаяний Будды, — являвшихся важнейшими реликвиями и атрибутами власти сингальских царей. Получив отказ, Чжэн Хэ в 1411 году вновь вернулся на остров в сопровождении отряда из 3000 человек, ворвался в столицу, захватил в плен царя Вира Алакешвару, членов его семьи и приближённых, доставил их на корабль и увёз в Китай. Во время четвёртого путешествия при обычном на этом маршруте посещении государства Пасей (также известно под названием Самудра) на севере Суматры, видимо на обратном пути из Ормуза в Китай, экипажу основного флота Чжэн Хэ пришлось принять участие в происходившей борьбе между признанным Китаем монархом (Зайн аль-Абидин) и претендентом по имени Секандер. Китайский флот привёз дары от императора Юнлэ для Зайн аль-Абидина, но не для Секандера, что вызвало гнев последнего, и он напал на китайцев. Чжэн Хэ сумел обернуть случившееся себя на пользу, разбить его войска, захватить в плен самого Секандера и отправить его в Китай.
В период между 1424 и 1431 годами, после смерти императора Чжу Ди, морские экспедиции на время были приостановлены, а сам Чжэн Хэ семь лет служил начальником гарнизона в Нанкине. Во время последнего, седьмого путешествия Чжэн Хэ было за 60 лет. Он уже лично не посещал многие страны, куда заходили китайские корабли, и вернулся в Китай ещё в 1433 году, в то время как отдельные подразделения флота под командованием его помощников посетили в 1434 году Мекку, а также Суматру и Яву.
Экспедиции Чжэн Хэ способствовали культурному обмену африканских и азиатских стран с Китаем и установлению торговых отношений между ними. Были составлены подробные описания стран и городов, которые посещали китайские мореплаватели. Их авторами были участники экспедиции Чжэн Хэ — Ма Хуань, Фэй Синь (en:Fei Xin) и Гун Чжэн (en:Gong Zhen). Также были составлены подробные «Карты морских плаваний Чжэн Хэ» («Чжэн Хэ хан хай ту»).

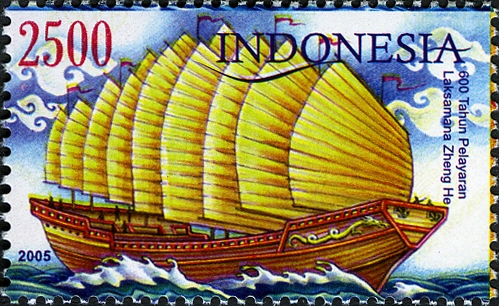
600 лет путешествию адмирала Чжэн Хэ. Марка Индонезии, 2005.

На основе материалов и известий, собранных участниками морских экспедиций Чжэн Хэ, в минском Китае в 1597 году Ло Маодэном был написан роман «Плавания Чжэн Хэ в Западный океан» («Сань бао тай цзянь Си ян цзи»). Как указывал советский китаист А. В. Вельгус, в нём много фантастики, однако в некоторых описаниях автор определённо пользовался данными исторических и географических источников. Новые маршруты, проложенные Чжэн Хэ и его командой, позже использовались европейскими мореплавателями, которые ко времени экспедиций Чжэн Хэ ещё не обогнули Мыс Доброй Надежды и не имели представления о Восточном побережье Африки.
В «Истории Мин» морским экспедициям Чжэн Хэ придаётся чрезвычайно большое значение: «В летописях говорится, что походы тайцзяня Саньбао в Западные моря были самым замечательным событием в начале эпохи Мин».

### Смерть адмирала

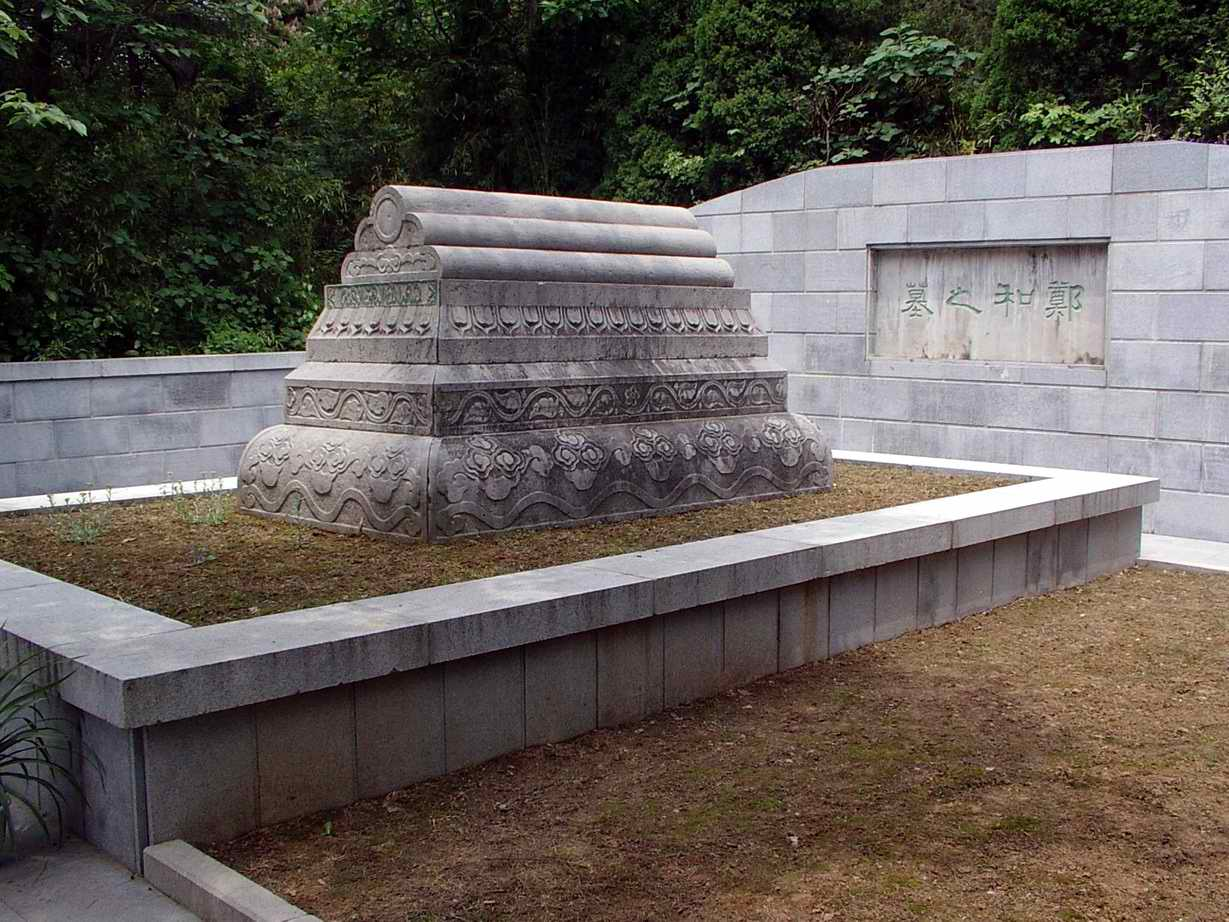
Гробница (кенотаф) Чжэн Хэ на холме Нюшоу под Нанкином

Согласно традиции, передаваемой наследниками (через племянника; см. ниже) Чжэн Хэ, сам адмирал умер на обратном пути в Китай во время своего седьмого путешествия (то есть в 1433 году), и его тело было похоронено в море. Вскоре после его смерти в Семаранге на Яве был проведён ритуал «заочных похорон», полагающийся при отсутствии тела усопшего («джаназа биль гаиб»). Туфли и прядь волос адмирала (по другой версии, одежда и шапка) были доставлены в Нанкин и были захоронены там близ пещерного буддийского храма.
Поскольку в дошедших до нас исторических источниках не содержится каких-либо упоминаний о деятельности Чжэн Хэ после седьмого путешествия, большинство историков склонны согласиться с версией родственников адмирала. Однако китайский историк Сюй Юйху (徐玉虎) в своей биографии Чжэн Хэ высказал предположение, сделанное на основе анализа кадровых перестановок в государственном аппарате Минской империи, что на самом деле флотоводец благополучно вернулся в Нанкин, прослужил на посту военного коменданта Нанкина и командующего своего флота ещё два года и умер лишь в 1435 году. Подобной же точки зрения придерживался и российский исследователь А. А. Бокщанин.
На южном склоне холма Нюшоу под Нанкином для Чжэн Хэ было водружено мусульманское надгробие. Впрочем, согласно рассказам местных жителей, когда в 1962 году кладоискатели раскопали могилу в поисках ценностей, им не удалось обнаружить ни останков, ни чего-либо другого.
В 1985 году, к 580-летнему юбилею первого плавания Чжэн Хэ, кенотаф был восстановлен (31°54′37″ с. ш. 118°43′43″ в. д.).
18 июня 2010 года во время строительных работ на соседнем холме Цзутан (祖堂山) была обнаружена ещё одна могила раннеминского периода, также объявленная могилой Чжэн Хэ. Однако несколько дней спустя, после прочтения остатков эпитафии, нанкинские археологи решили, что на самом деле эта могила принадлежала другому евнуху-адмиралу, Хун Бао, который командовал отдельной эскадрой во время седьмого плавания Чжэн Хэ.

## Внешность

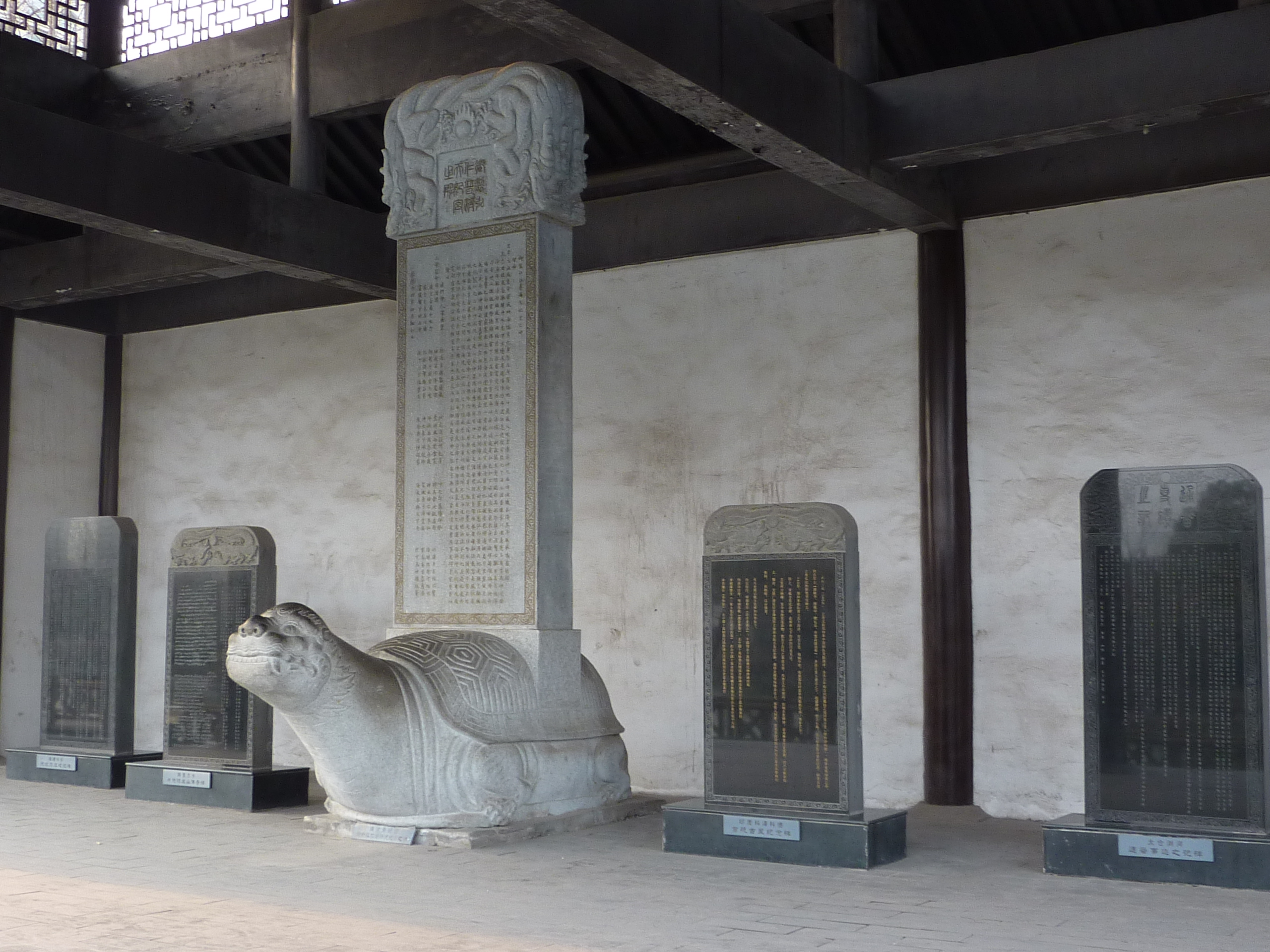
Копии дошедших до нас монументов времён плаваний Чжэн Хэ. В центре — стела на черепахе, установленная в Нанкине в честь богини Мацзу в ознаменование первого плавания; по сторонам стелы, установленные адмиралом в Люцзягане, Чанлэ (Фучжоу), Галле (Шри Ланка) и Каликуте (Индия)

Евнухи, кастрированные до начала периода полового созревания и потому считавшиеся «чистыми» (童净, tong jing), часто пользовались благосклонностью у придворных дам, которым среди прочего уподоблялись поведением. В зрелом возрасте голоса у них обычно становились высокими и пронзительными, настроение отличалось неустойчивостью, а чувства — бурностью проявлений, что часто выражалось в припадках гнева и обильных слезах.
Чжэн Хэ, хотя и был евнухом, отнюдь не соответствовал этому стереотипу. Хотя прижизненных портретов Чжэн Хэ не сохранилось, по воспоминаниям членов своей семьи (в чьей объективности однако же можно усомниться), он был «ростом в семь чи и был в поясе около пяти чи в обхвате» (обычно один чи минской эпохи считается равным 31,1 см, но в некоторых областях использовались и чи меньшей длины, от ок. 27 см). «Его лоб был высоким, щёки не казались обвислыми, нос был маленьким. Его зубы отличались белизной и совершенством формы, взгляд был ясным, а голос — глубоким и сильным, словно звук колокола. Он хорошо знал военное дело и был привычен к битве».
Ещё одним источником информации о внешности Чжэн Хэ был документ, в котором один из сановников императорского двора рекомендовал 35-летнего Чжэн Хэ императору Чжу Ди для его первого назначения на пост командующего флотом. Согласно этому документу, его кожа была «жёсткой, словно кожица апельсина». Расстояние между бровями, по которому китайская традиция предписывала определять удачливость и счастье, было «широким», что в свою очередь предсказывало ему удачную карьеру. «Брови у него были как мечи, а лоб широкий, будто тигриный», что в свою очередь должно было указывать на твёрдость характера и способность к управлению. Его рот был «словно море», из которого изливались красноречивые слова. Его глаза «блестели, как отражается свет в быстрой реке», что было знаком энергичности и жизненной силы.

## Наследники

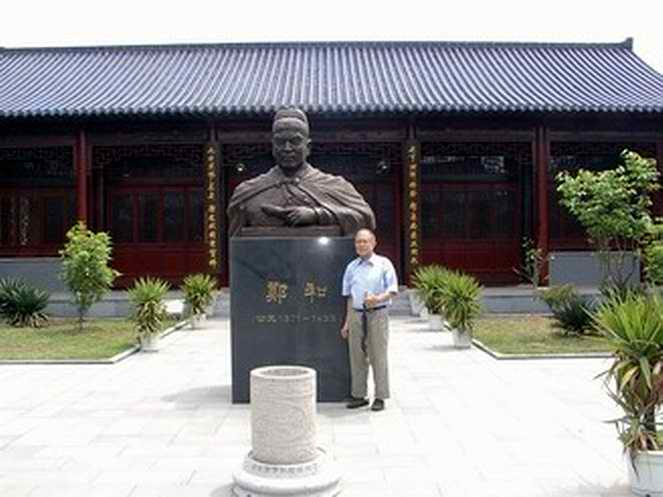
Питер Пан, один из потомков брата Чжэн Хэ, со статуей своего пра-…-дядюшки (близ его могилы-кенотафа в Нанкине)

Будучи евнухом с детства, Чжэн Хэ не имел собственных детей. Однако он усыновил одного из своих племянников, Чжэн Хаочжао, который, не имея возможности унаследовать титулы своего приёмного отца, смог, тем не менее, сохранить за собой имущество. Потому до нынешнего времени существуют люди, считающие себя «потомками Чжэн Хэ».

## Память
Почти забытые в первые века после их завершения, плавания флота Чжэн Хэ занимают сейчас важное место в исторической памяти человечества.
Для китайцев это один из эпизодов героического прошлого страны, демонстрирующий как былое величие державы и её ранние технологические достижения, так и (сравнительно) мирную внешнюю политику страны, в сравнении с колонизаторской политикой европейцев.
Многие китайские общины Малайзии и Индонезии рассматривают Чжэн Хэ и Ван Цзинхуна как фигур-основателей, практически как святых-покровителей. В их честь сооружены храмы и поставлены памятники. Учебный корабль ВМС Китая носит имя «Чжэн Хэ».
В силу своего масштаба, своего отличия от предшествующей и последующей китайской истории и своей внешней схожести с плаваниями, которые несколько десятилетий позднее начали европейский период Великих географических открытий, плавания Чжэн Хэ стали одним из самых известных эпизодов китайской истории за пределами самого Китая. Например, в 1997 году журнал Life в списке 100 человек, оказавших наибольшее влияние на историю в последнем тысячелетии, поместил Чжэн Хэ на 14-е место (другие 3 китайца в этом списке — Мао Цзэдун, Чжу Си и Цао Сюэцинь).
По мнению некоторых современных журналистов (но не специалистов-фольклористов), Чжэн Хэ мог быть прообразом Синдбада-морехода.
В честь Чжэн Хэ названы горы на Плутоне (лат. Zheng He Montes, название утверждено МАС 3 февраля 2021 года) и проект космического аппарата «Чжэнхэ» (в 2022 переименованный в «Тяньвэнь-2»), который планируется запустить в 2024 году к астероиду Камоалева.